# 米德堡 (佛罗里达州)
米德堡（英語：Fort Meade）是位于美国佛罗里达州波尔克县的一个城市，起源于1849年，以美国陆军少将乔治·米德的姓氏命名。

## 历史

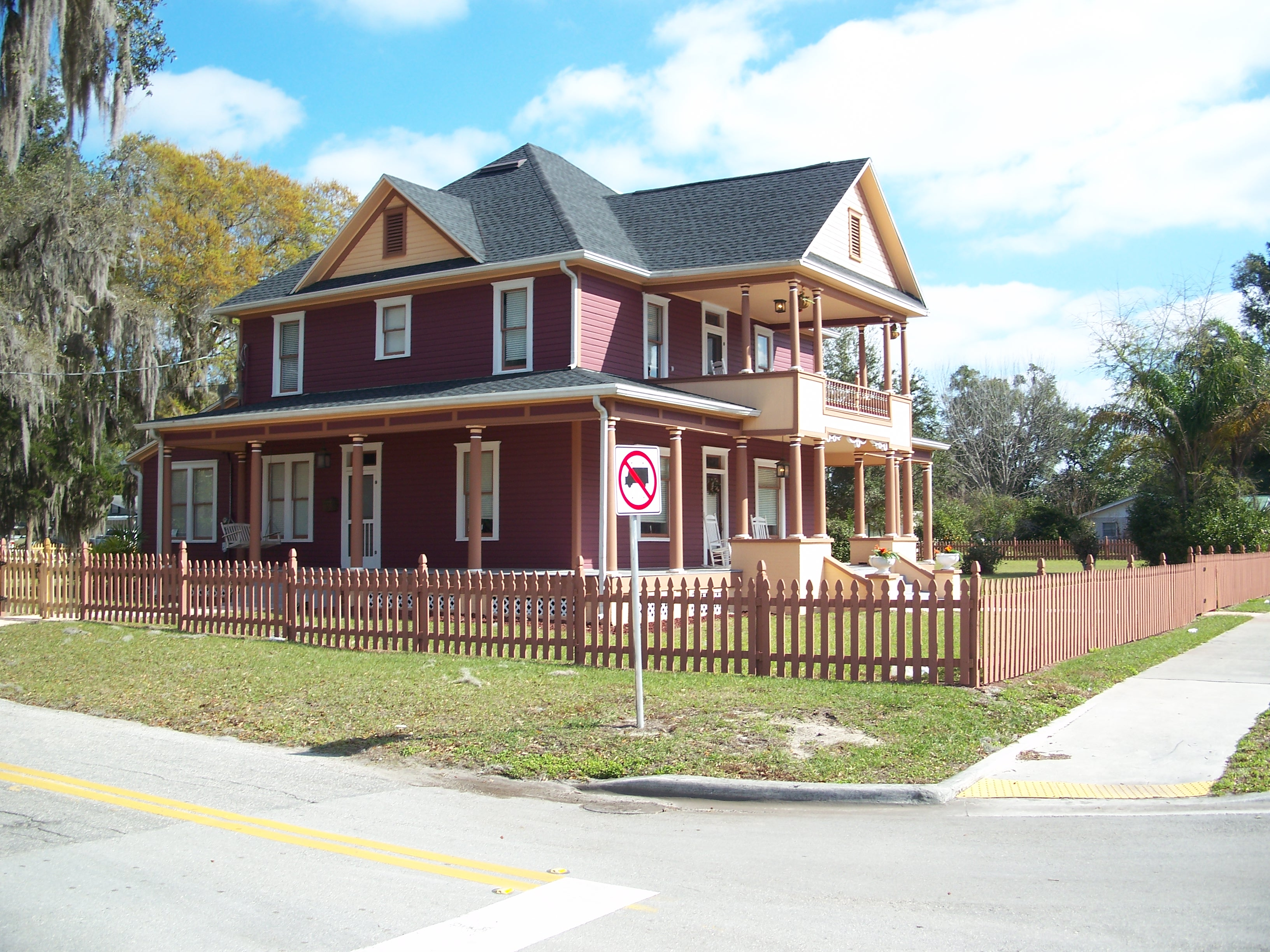
里德老屋，建于约1900年

米德堡起源于1849年和北美印第安战争中的美国骑兵堡垒周围形成的聚落，并由于其位于从坦帕到匹尔斯堡的军用道路上而得以发展。石墙杰克逊曾于1851年在此地驻守。当时负责守备此地的陆军中尉乔治·米德后来晋升为陆军少将，并在1863年于南北战争中指挥联邦军取得大捷，故此地以其姓氏命名。
1864年南北战争中，米德堡原有建筑除一座1890年拆除的堡垒外全部被联邦军烧毁。此后米德堡得到了重新发展，至1880年已在现在的百老汇大街形成了新的商业区。在历史上经过四场大火后，当时的建筑物中仍有超过150座得以存留，并成为当地的地标。美国国家史迹名录中收录有超过300座米德堡范围内的19世纪建筑物。在这些建筑物中包括建于1889年的木匠哥特式建筑风格的圣公会基督教堂，以及建于1900年左右的殖民地复兴风格的里德老屋等。

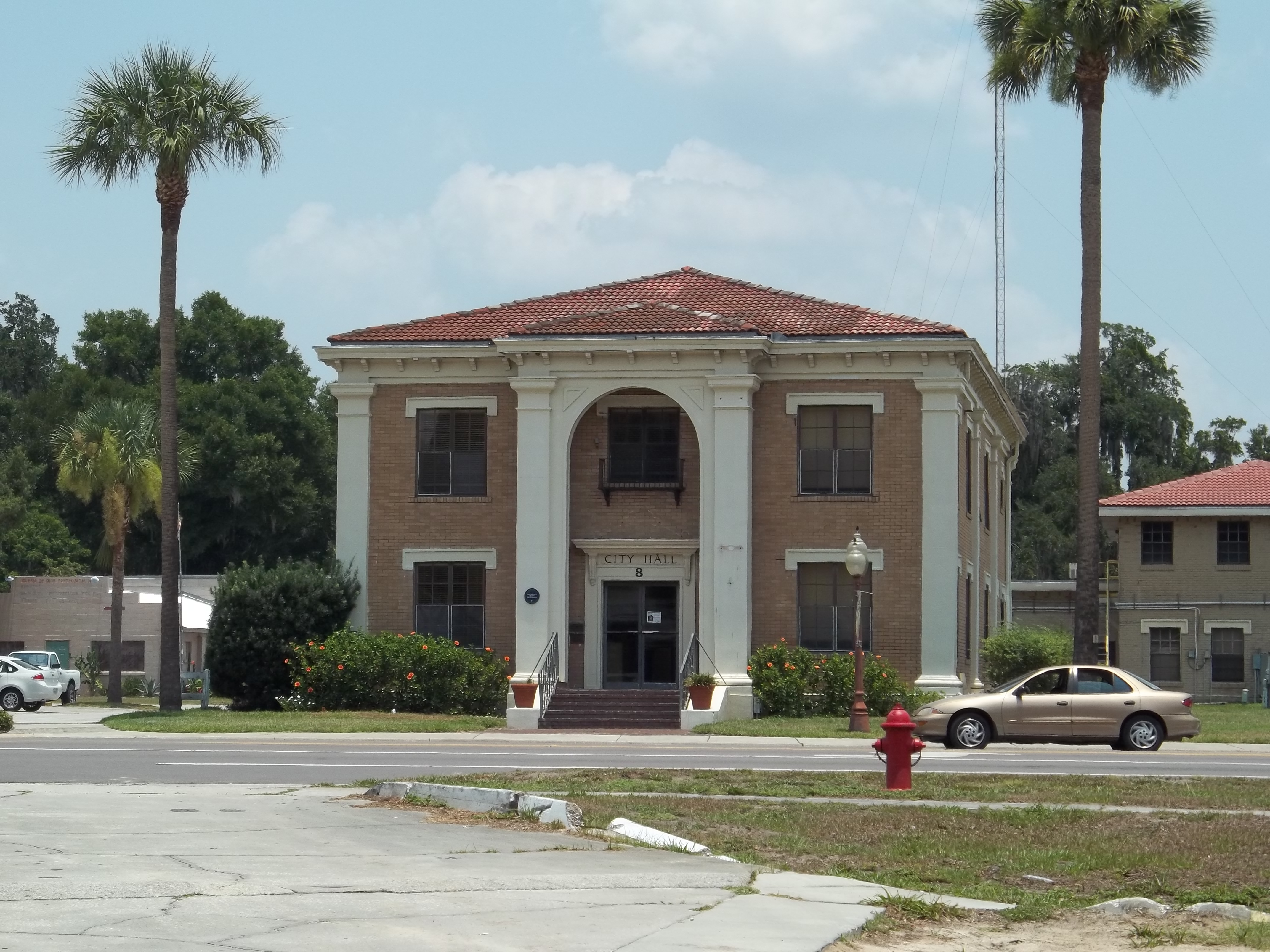
市政厅，建于约1900年

米德堡市政府最初成立于1885年，采用城市经理和委员会并行的管理制度。市政府提供部分公共服务，例如自来水、污水处理、电力和天然气。

## 地理和人口

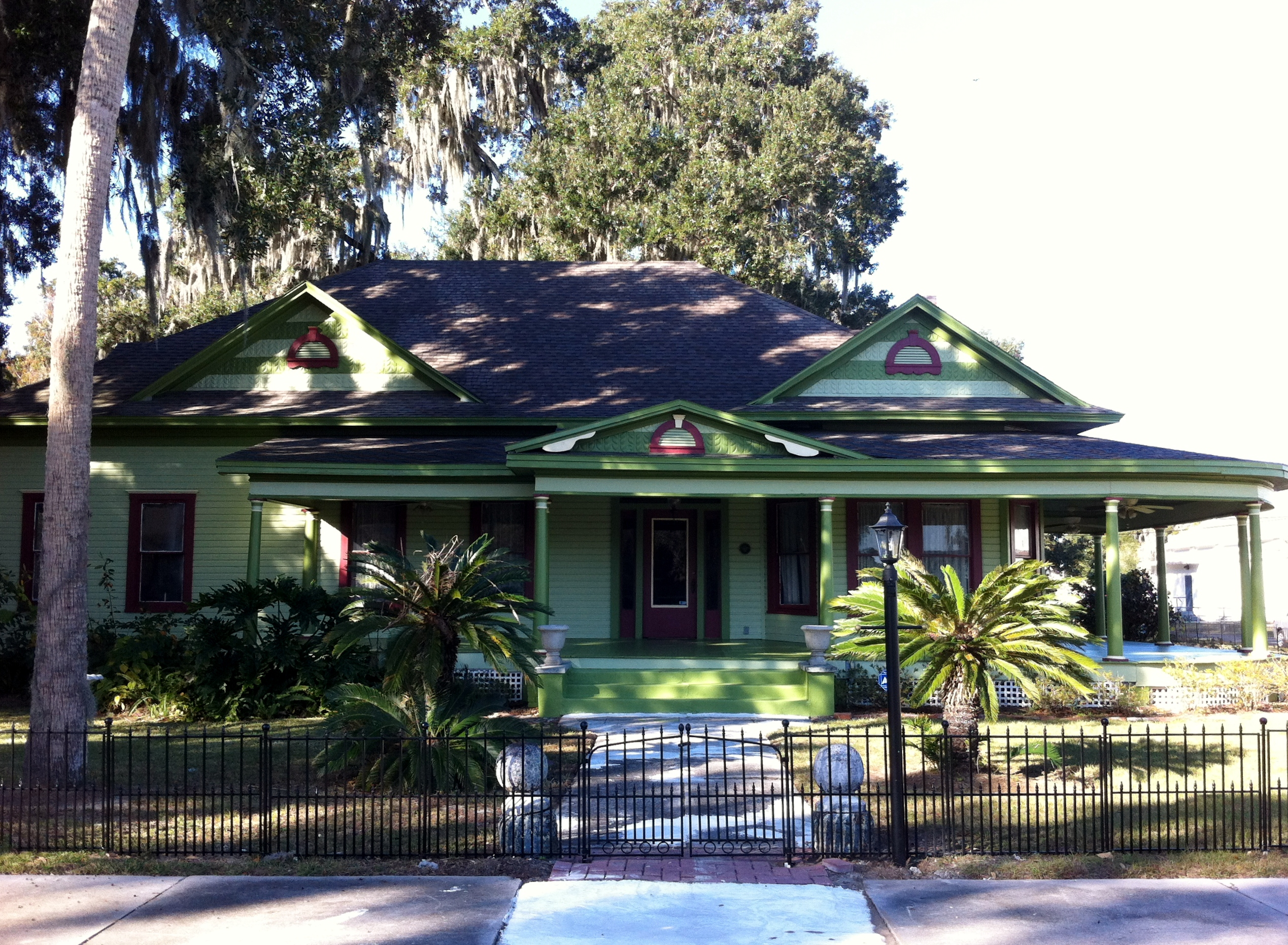
麦克莱伦老屋，建于1898年

米德堡整体处于佛罗里达半岛中央高地之上，地面平整，略有起伏。
根据2010年美国人口普查，米德堡的总人口为5,626人，其中68.3%是白人，18.2%是黑人或非裔美国人，0.5%是印第安人或阿拉斯加原住民，0.3%是亚裔，另有12.6%是其他族裔或多种族裔。同时根据估算，当年米德堡户均年收入为48,308美元，中位收入为40,469美元。

## 文化和教育
米德堡现有超过20所教堂，分属10个教派。当地报纸每周出版两次，同时也处于莱克兰的两种日报的发行范围内。辖区内另有一座公共图书馆，藏书超过21,000册。
米德堡共有三所小学、一所中学，同时和波尔克州立学院、南佛罗里达学院、南佛罗里达大学莱克兰分校等相距不远。根据2010年美国人口普查，其25岁以上居民有10.9%仅接受了九年级以下的教育，15.9%接受的最高学历在九到十二年级之间，45%最高学历为高中或同等教育，14.1%最高学历相当于社区学院肄业，5.4%最高学位为副学士学位，8.7%拥有学士或更高级学位。

## 交通
米德堡的公路交通主要包括两条贯穿全境的美国国道，二者在市区交汇。其中，17号美国国道南北纵贯米德堡市区，北接巴托，向南通往哈迪县。另一条98号美国国道在市区北侧和美国国道17共享标号，于百老汇大街转向东并通往弗罗斯特普鲁夫和27号美国国道。
米德堡没有专用的机场，最近的机场是13英里（21）外的巴托机场。最近的国际机场是位于坦帕的坦帕国际机场，距米德堡47英里（76）；位于奥兰多的奥兰多国际机场则是佛罗里达州最繁忙的国际机场，距米德堡56英里（90）。

## 名人
- 安德鲁·麦卡琴，出生于米德堡，现为美国职棒大联盟匹兹堡海盗的外野手。